# Boerenbruiloft (feest)

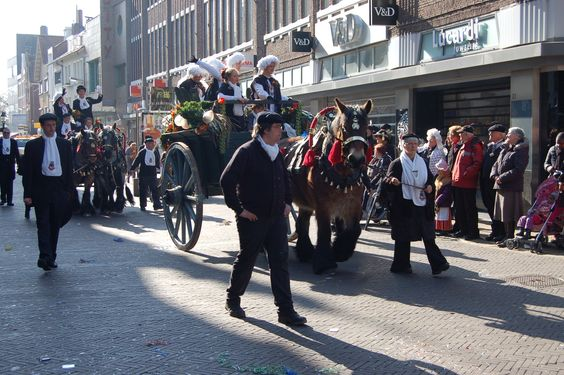
Boerenbruiloft Venlo 2011

De boerenbruiloft is een gespeelde bruiloft. Het is een van de Nederlandse carnavalstradities in met name Limburgse, Noord-Brabantse en Gelderse plaatsen. In Duitsland en Oostenrijk zijn soortgelijke tradities aanwezig. Deze traditie moet niet verward worden met een boerenovertrek.

## Geschiedenis
De traditie van de onechte boerenbruiloft tijdens carnaval stamt uit de zestiende eeuw. In 1582 verbond de Saksische keurvorst August in Dresden een boer en een boerin in de onecht. De adellijke stand speelde de rol van de boeren en de boeren waren de heren. Het omkeerritueel was indertijd het wezen van carnaval.
In 1731, toen talrijke carnavalsgasten naar Bonn kwamen voor het hof van de keurvorst, werden de carnavalsfestiviteiten afgesloten met een boerenbruiloft op het platteland. De edelen vermomden zich als boeren en liepen met versierde paardenwagens door de hoofdstraten van Bonn.
De traditie is vooral in Zuid-Duitsland en Oostenrijk nog actief en bekend onder de naam Faschingshochzeit. Vaak georganiseerd door de lokale verenigingen. Een speciale vorm van de boerenbruiloft is de Bettelhochzeit (smekende bruiloft). De Bettelhochzeit is een boerenbruiloft-variant in Beieren. Bedienden en andere eenvoudigere mensen die het zich niet konden veroorloven de carnavalsballen bij te wonen, hadden een bedelspellend huwelijk.
Wanneer en hoe de boerenbruiloft naar Nederland kwam is niet bekend. Met kleine variaties wordt de boerenbruiloft al decennia lang in de omgeving van Venlo gevierd.

## Venlo
In 1938 organiseert het Venloosch Vastelaoves Gezelschap Jocus voor het eerst de Venlose Boerebroélôf in Venlo. Echter werden er rond 1912 al vermeldingen gedaan van de eerste Boerenbruiloften in Venlo.
In Venlo wordt een bepaalde vereniging (vaak in haar jubileumjaar) een half jaar ervoor uitgekozen door Jocus om de boerenbruiloft te organiseren. Dit wordt openbaar bekendgemaakt en kent in tegenstelling met de Tegelse variant geen geheimhouding. Binnen deze vereniging worden dan de rollen verdeeld. In deze Venlose variant heeft men een bruidspaar, getuigen, ouders, broers, zussen, oom en tantes, grootouders, neven en nichten, de burgemeester, ceremoniemeester en enkele Venlose "wouten" (veldwachters).

## Tegelen

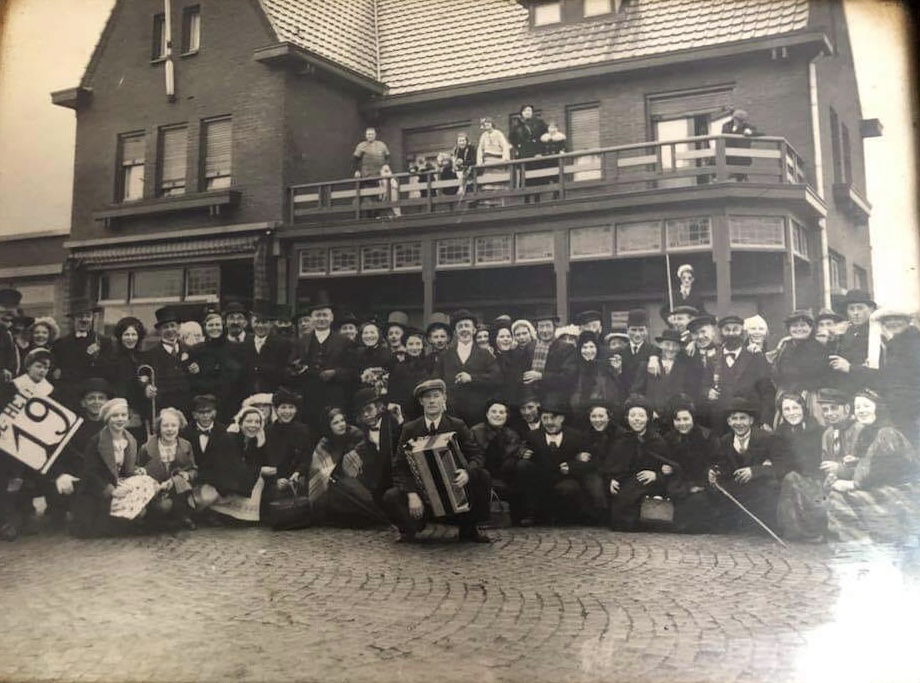
Boerenbruiloft in 1937 in Tegelen

Begin jaren dertig werd ook in Tegelen door de 'Heierse' boerengemeenschap en caféhouders de eerste Boerebroelef georganiseerd die in optocht over de Tegelse Hei trok. Het betrof een groep van zo'n 100 personen gezamenlijk onder de naam "De Heeele Hei" (oude spelling). Waarschijnlijk werd daar de kiem gelegd van de Boerebroelef in Tegelen. Op 25 januari 1955 werd door een afvaardiging van de gezamenlijke buurtverenigingen en Harmonie Eendracht in de keuken van de (oude) Haandert boerderij De Boereraod opgericht, die later de Boerebroelef organiseerde in Tegelen.
In Tegelen wordt jaarlijks een stel uitgekozen in het diepste geheim. Dit paar wordt dan het boerenbruidspaar. Zij kiezen vervolgens zelf een ander stel erbij als getuigen waarmee zij samen de "Gangmakers" willen gaan vormen. Deze Tegelse traditie bestaat uit een bruidspaar en een getuigenpaar.